# Empresa offshore

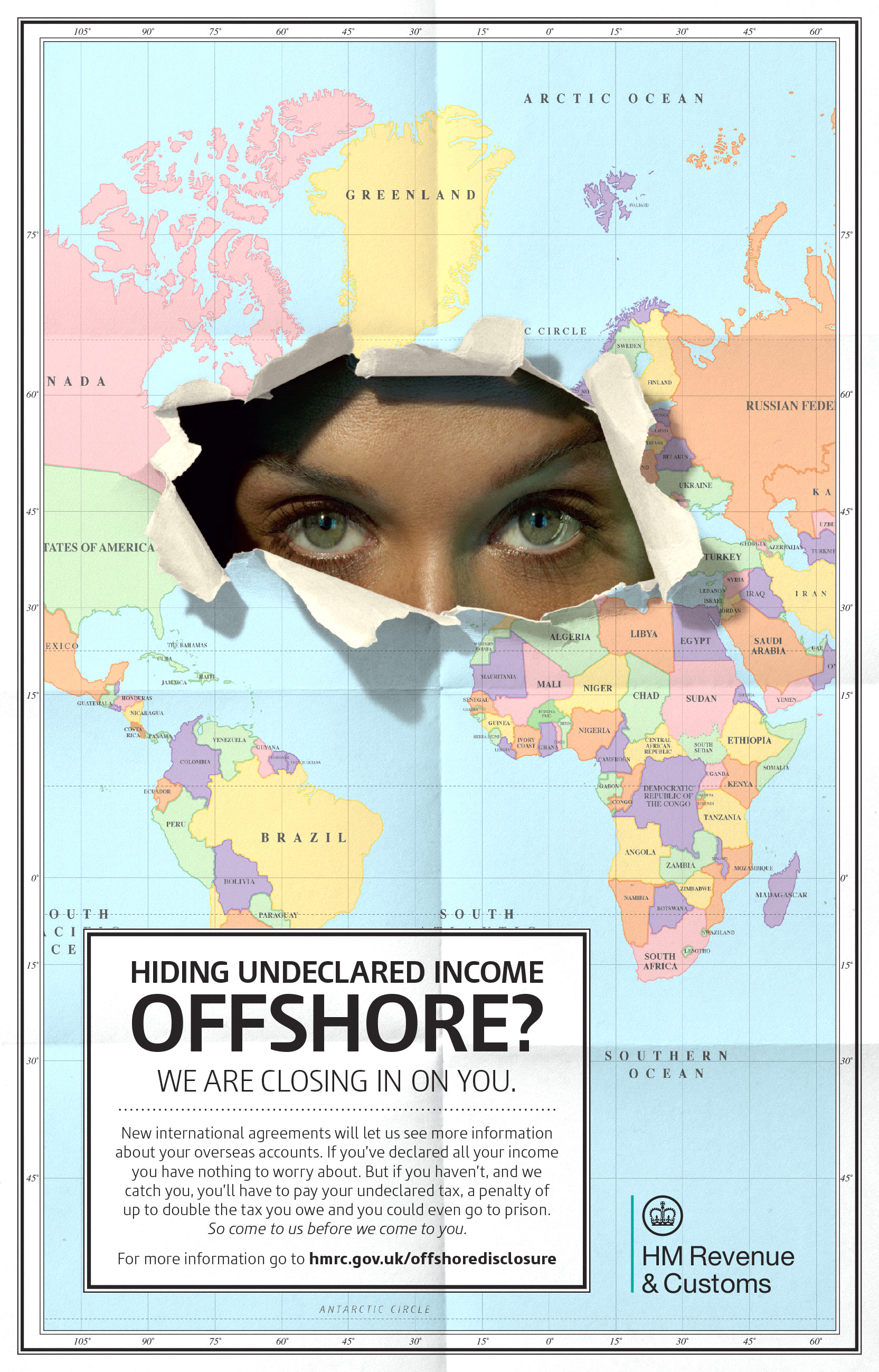
Cartaz de sensibilização para o uso legal das entidades offshore.

Offshore é o nome comum dado às empresas e contas bancárias abertas em territórios onde há menor tributação (em comparação ao país de origem dos seus proprietários, e geralmente referidos como paraíso fiscal) para fins lícitos (mas, por vezes, ilícitos, quando estas ocultam a origem do dinheiro seja por crime ou corrupção). Essas empresas offshore (em inglês: offshore company) também são chamadas de sociedade extraterritorial ou empresa extraterritorial.
Dado que a grande maioria dos países que permitem a criação desse tipo de empresa anônima — ou a abertura desse tipo de contas bancárias anônimas — fica em ilhas (tais como as Bahamas, as Bermudas, a ilha de Nevis, a ilha de Jersey, as ilhas Caimão, as Ilhas Virgens Britânicas, as Seicheles, etc.), por extensão de sentido, esse tipo de empresa anônima ou de conta bancária anônima passou a ser chamado de offshore, embora alguns países continentais chamados de onshore, tais como Andorra, o Belize, o Grão-Ducado do Luxemburgo, o Panamá ou mesmo o Mónaco, também as permitam, usando esquemas legais diferentes, porém de resultados equivalentes. O termo vem dos tempos dos corsários que saqueavam os mares e depositavam a pilhagem offshore (fora da costa).

## Conceito
Tais empresas são entidades situadas fora do país de domicílio de seus proprietários e, portanto, não sujeitas ao regime legal e fiscal vigente naquele país. Nestes casos, os processos que evitam a tributação de impostos são os da elisão e evasão fiscal. O mesmo ocorre com as contas bancárias offshore, que são geralmente abertas em países de legislação de origem britânica, usando-se um conceito jurídico de trust law, originário da common law inglesa e que foi trazido para a Inglaterra pelos cruzados. O conceito de trust (Fidúcia) refere-se a uma relação em que a propriedade (real ou pessoal, tangível ou intangível) é mantida por uma parte, em benefício de outra. Deriva do conceito islâmico de "waqf" e se refere a um contrato (trust instrument ou deed of trust), através do qual uma pessoa física ou jurídica detém a titularidade de um bem (intangível ou tangível), em benefício de outrem. Assim, nos países que adotam a common law, os trustees (isto é, aqueles que detêm o título de propriedade) são obrigados a manter e administrar a propriedade em benefício de outrem - que é o proprietário de facto. Tal expediente pode ser usado, portanto, quando se pretende proteger ou ocultar a identidade do verdadeiro dono do negócio. Nos países que adotam o Direito Romano, tal artifício é substituído pela criação de fundações, que, formalmente, são proprietárias de bens.
Nos países ditos (os paraísos fiscais) ou que permitem a operação desse tipo de trusts ou fundações, os bancos têm conhecimento apenas do nome dos trustees (ou seja, dos administradores ou procuradores) das contas ou dos gestores da fundação, ignorando completamente quem seja o real beneficiário do dinheiro depositado. Assim, mesmo que haja determinação judicial, é impossível que esses bancos forneçam informações sobre quem são os proprietários do dinheiro depositado nessas contas.
Por norma as estruturas jurídicas offshore são do tipo International Business Company (IBC), mas igualmente chamadas de Business Corporation) que se caracterizam por serem empresas do tipo sociedade anónima (com o capital social dividido por acções). Essas são as empresas offshore puras. No entanto, existem ainda, sobretudo nos casos onshore (ou seja, dentro da costa) nos Estados Unidos da América (nos estados de Delaware, Wyoming ou Oregon), a incorporação de empresas do tipo Limited Liability Corporation (LLC), que se caracterizam por serem empresas do tipo sociedade de responsabilidade limitada.

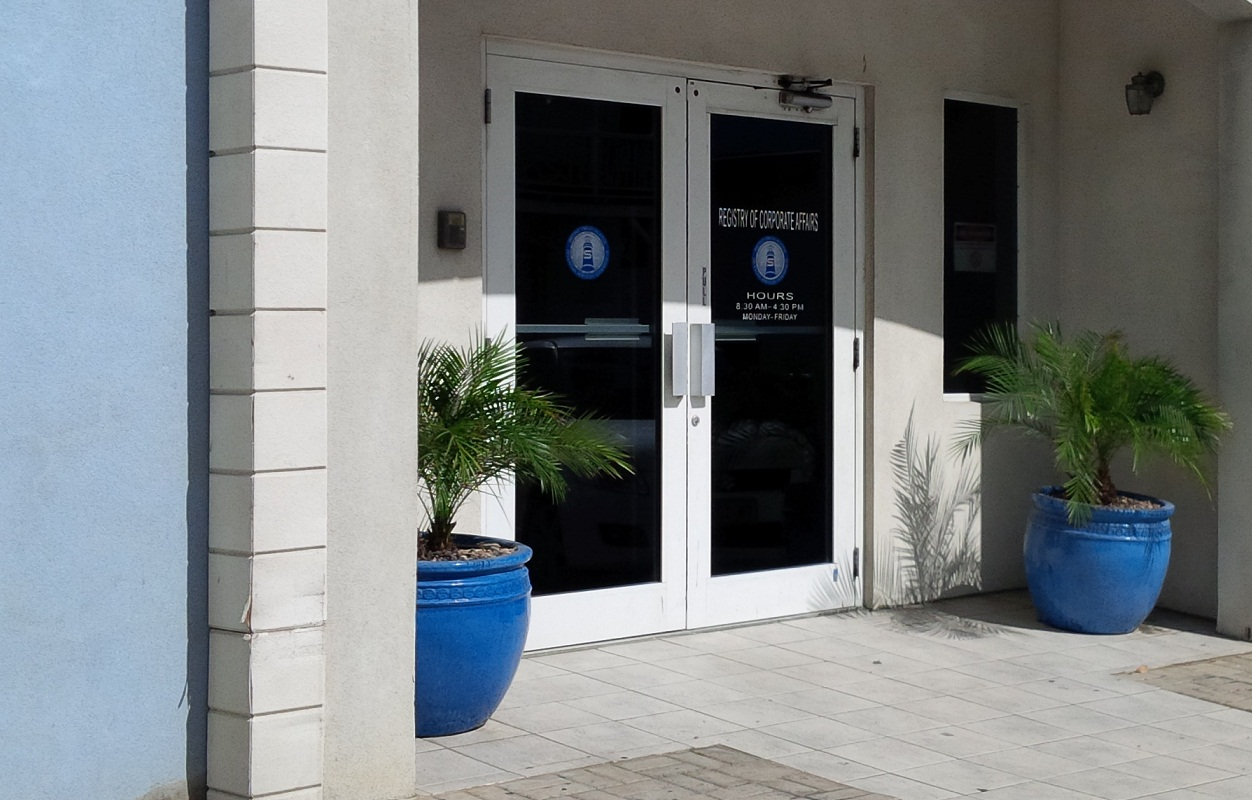
Sede de registo empresarial nas Ilhas Virgens Britânicas.

Pode haver confusão entre "empresa extraterritorial" e "empresa deslocalizada", devido ao termo "offshore" ser usado para ambas na língua inglesa. Assim, uma empresa offshore pode ser uma referência para:
- uma corporação ou (às vezes) outro tipo de entidade jurídica que é incorporada sob as leis de um país diferente do país (ou países) na qual esta desenvolve a sua atividade, e/ou cuja sede social não pode ou não implementa atividades econômicas, e de que o beneficiário reside (ou tem a sua sede) em outro país, de onde a empresa offshore tem o seu assento legal.[8]
- uma empresa ou grupo de empresas (ou, às vezes, uma divisão da mesma), que se envolve em deslocalização industrial (offshoring) de fabricação ou de negócios de serviços.[9]

## Características
Apesar de que todas as empresas offshore diferem em grau, dependendo do direito empresarial na jurisdição relevante, todas tendem a desfrutar de certas características fundamentais:
- São, em geral, não sujeitas à tributação, na sua jurisdição de origem.
- O regime corporativo será projetado para promover a flexibilidade empresarial.
- A regulamentação das atividades empresariais, normalmente, é mais leve do que em um país desenvolvido.[10]

## Condenação papal

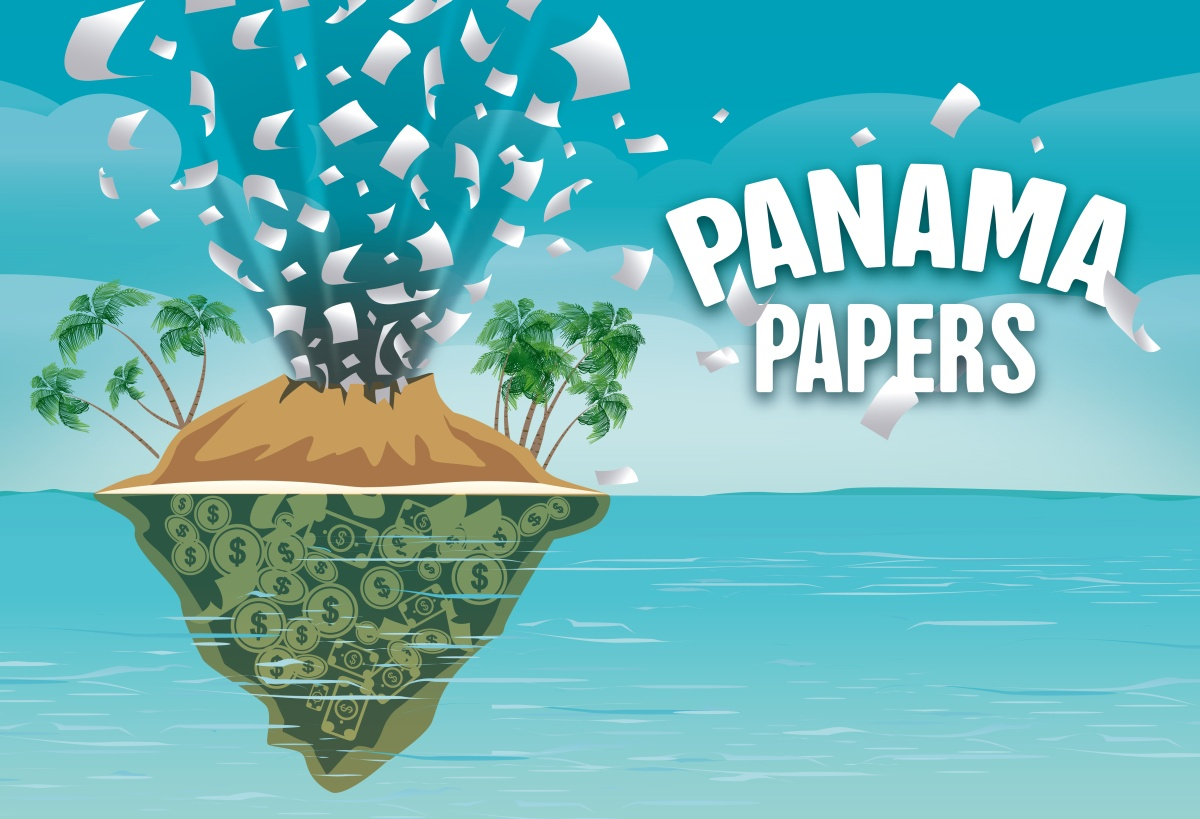
Ilustração que caricatura o famoso caso dos Panama Papers.

Segundo o jornal The New York Times, o Papa Bento XVI, antes da sua renúncia, estava preparando uma encíclica que teria um capítulo especial intitulado "Fraude e Fisco". Este capítulo estabeleceria condenação moral aos fraudadores e aos paraísos fiscais que se abrem à ocultação de patrimônios ilícitos.
Na sua primeira encíclica, o Papa Bento XVI já havia estabelecido como "moralmente inaceitável" a conduta de pessoas que transferem, para fraudar o fisco e deixar de recolher tributos, parte do seu patrimônio para paraísos fiscais ou "zonas off-shore", embora o próprio Vaticano tenha estado envolvido em práticas similares. Em 2010, a Justiça italiana determinou, por suspeitar de lavagem de dinheiro, a apreensão de 23 milhões de euros do Instituto para as Obras de Religião, depositados no banco Credito Artigiano. Segundo a imprensa italiana, haveria 13 contas em nome de laicos, cuja identidade o Vaticano mantinha em segredo.